# Импульс (Дилижан)

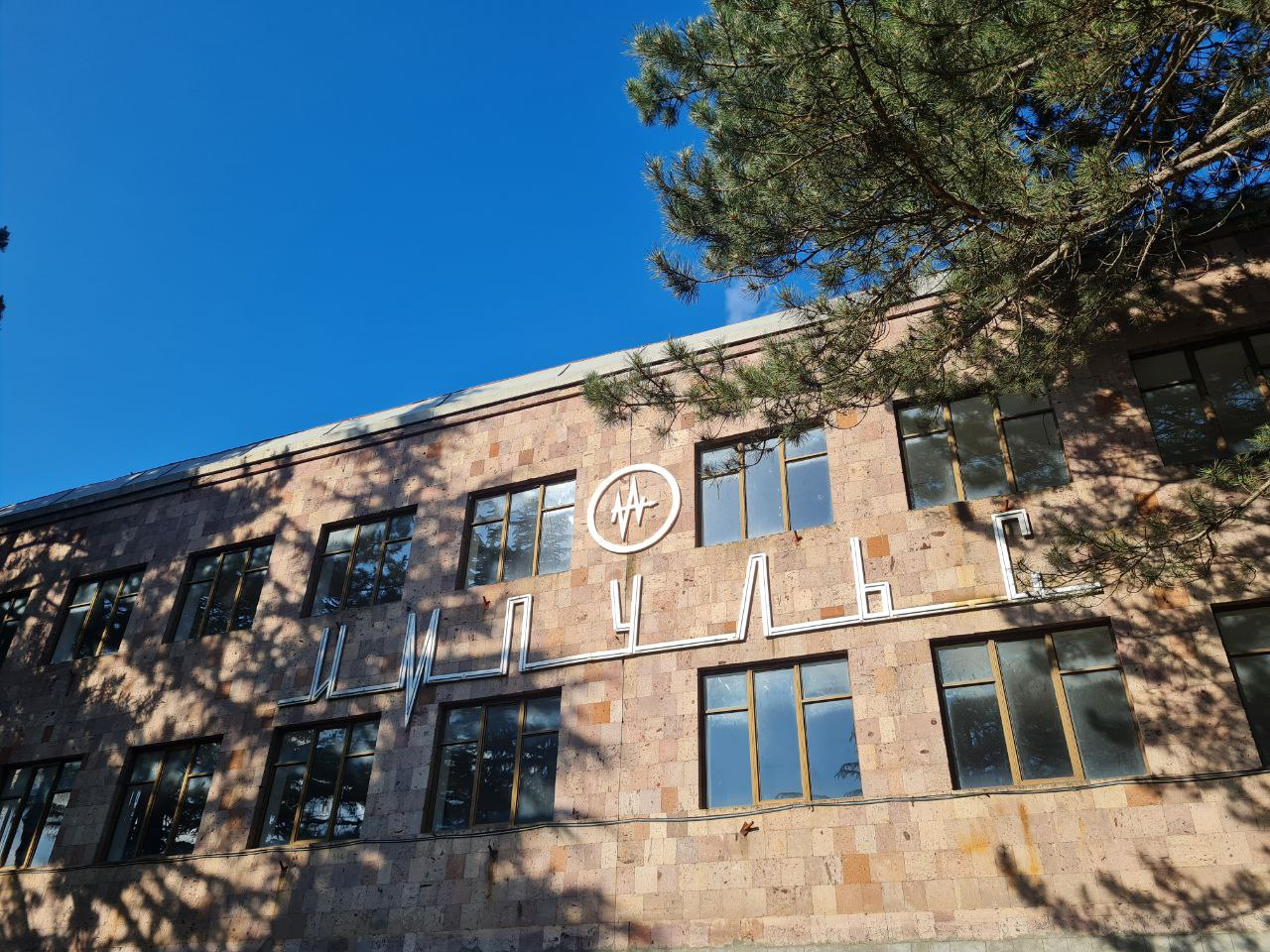
Фасад здания заводоуправления

Радиоэлектронный завод «Импульс» был основан в городе Дилижан в 1962 году на восточной окраине города. Для сотрудников завода (пиковая численность занятных порядока 4 тысяч человек) был построен новый район с центральной улицей Шаумяна, на которой была высажена кедровая аллея. Со строительством завода в Дилижане были открыты Радиотехнический техникум (в настоящее время здание занимает городской колледж) и филиал Ереванского политехнического института. После 1991 года завод проходит конверсию и начинает выпускать гражданскую продукцию (расчески, хлебницы, дисковые телефоны и радиоприемники). Производство окончательно остановлено в 2001 году, завод был законсервирован.
Объекты социальной сферы:
- Футбольный клуб Импульс (1985)
- Санаторий «Импульс» (1976)[6]
- Кинотеатр «Импульс» (закрыт)

В 2016 году на территории завода был проведен фестиваль современного искусства «Dilijan Arts Observatory». По состоянию на 2025 год территория завода охраняется.